# Jacaranda
Jacaranda es un género de unas 50 especies aceptadas, de las 120 descritas, de árboles y arbustos de la familia de las bignoniáceas, típicos de la América intertropical y subtropical. Se conoce como jacarandá, jacaranda, gualanday o tarco.

## Descripción

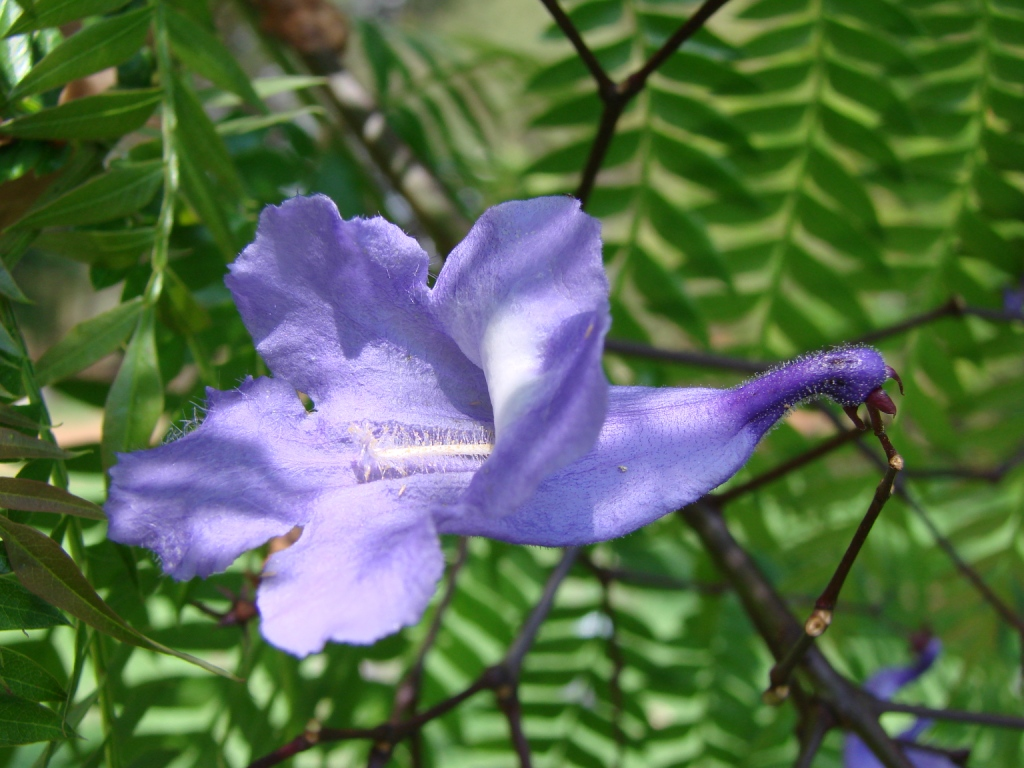
Flor de Jacaranda cuspidifolia.

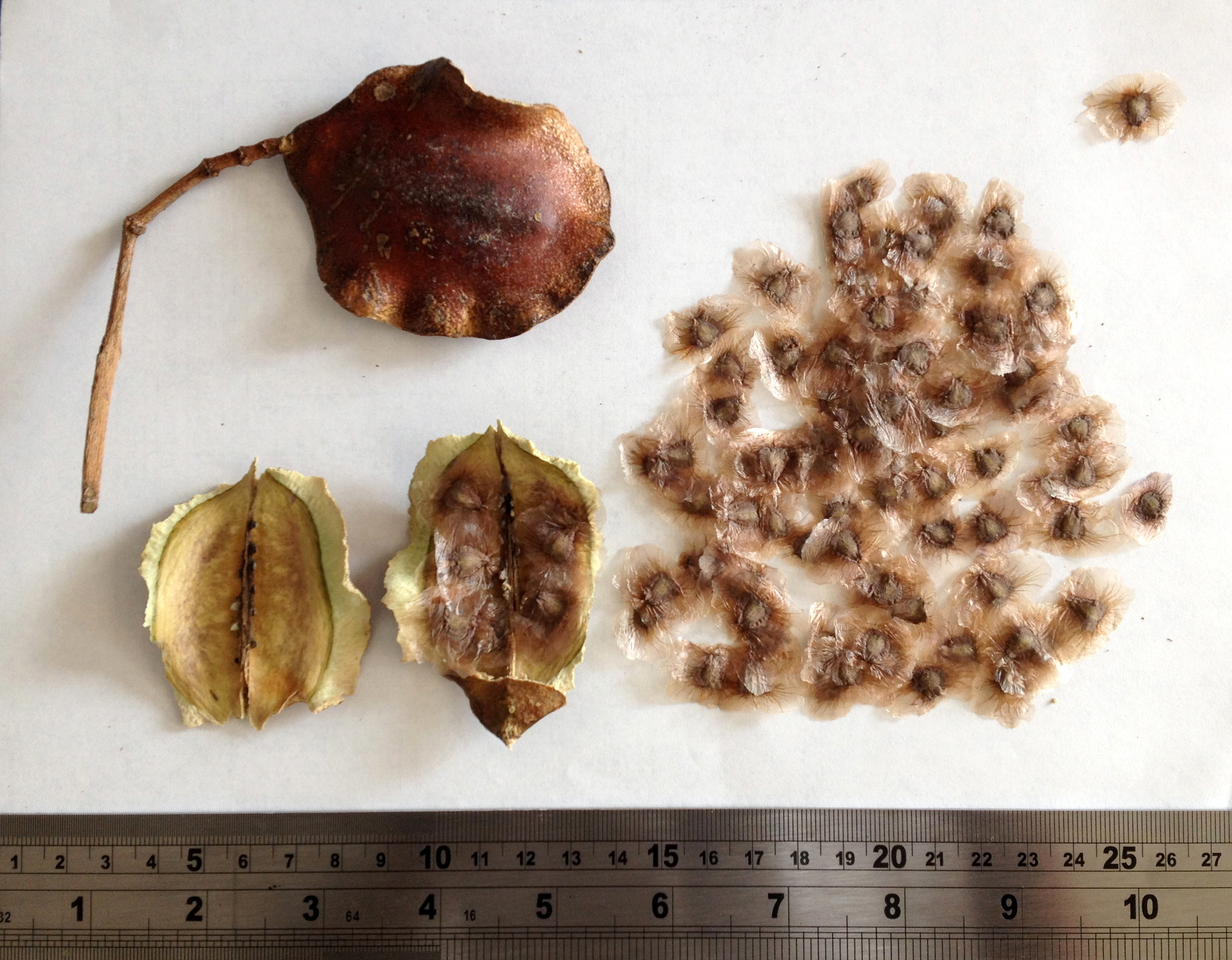
Fruto y semillas

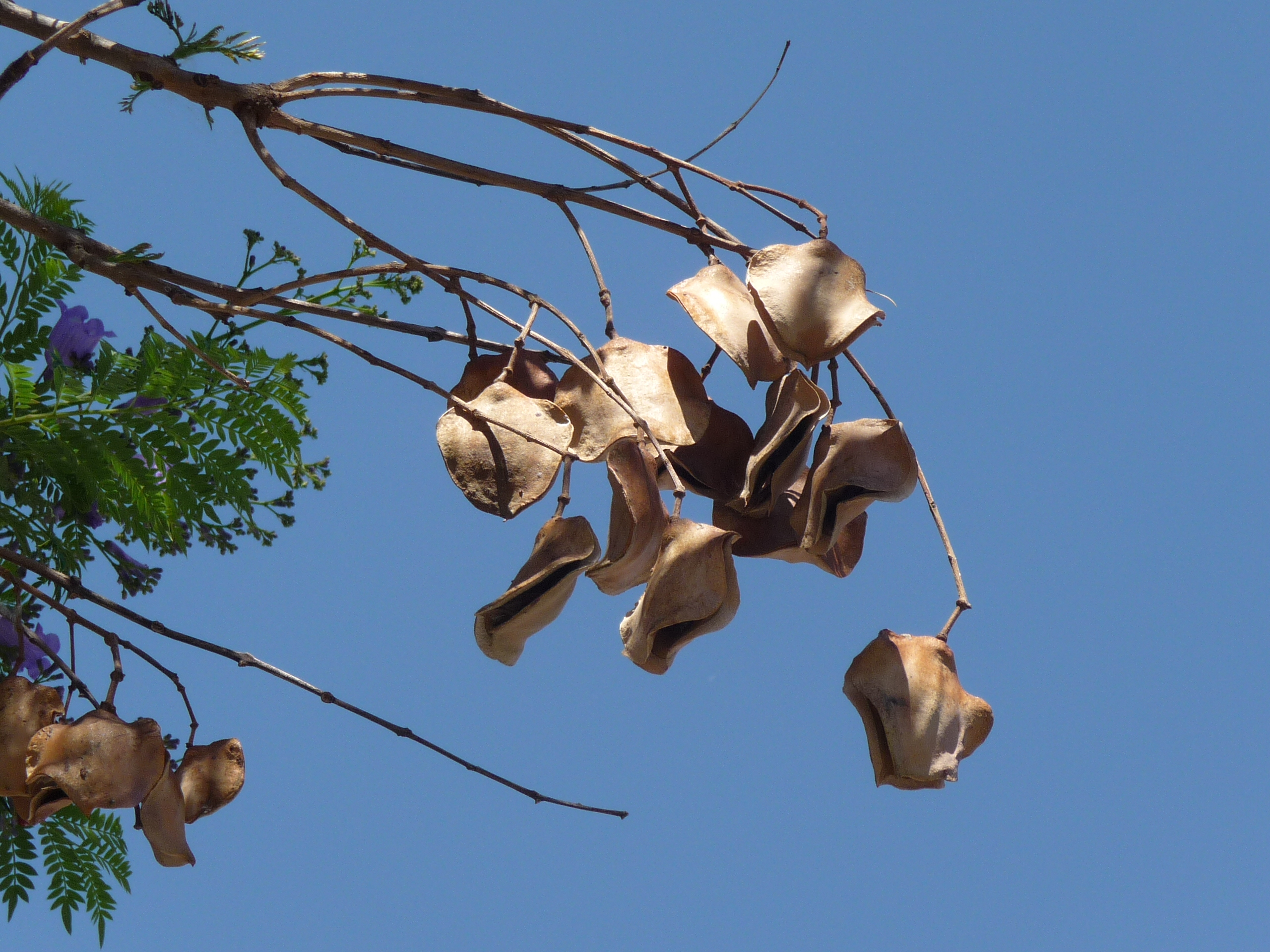
Frutos de jacarandá in situ.

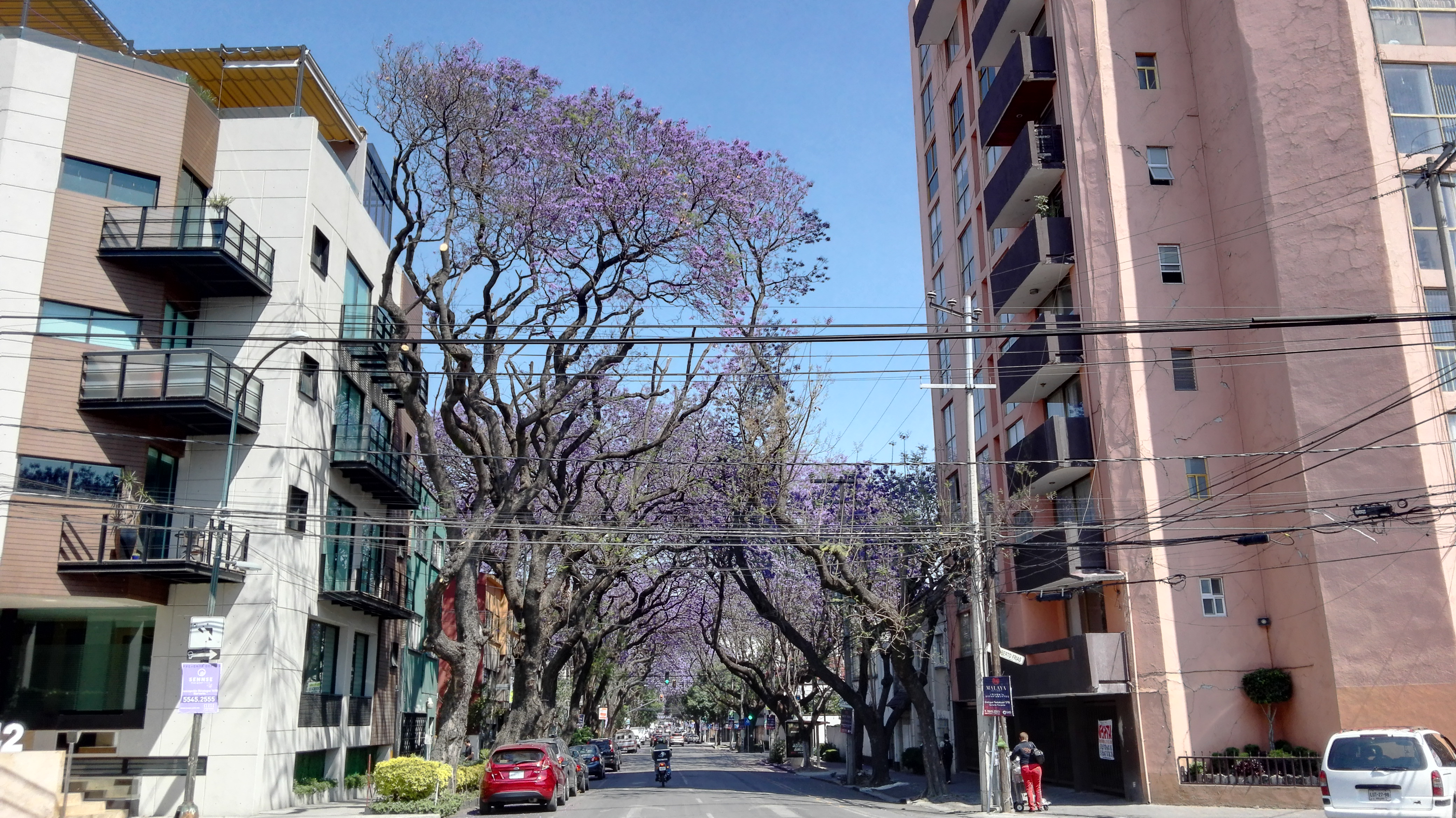
Jacarandas en flor en la colonia Narvarte, Ciudad de México.

Muchas especies silvestres pueden alcanzar desde los 2 a los 30 metros de altura, de los cuales el fuste representa unos dos tercios. Este llega a los 70 cm de diámetro, de forma recta y estilizada. La copa es poco densa y se asemeja a un cono invertido. En su especie Jacaranda mimosifolia es caducifolio en clima templado al llegar la primavera, como otras especies tropicales.
Sus hojas son opuestas, compuestas, con folíolos pinnatisectos en muchas de las especies, pinnadas, bipinnadas o simples en algunas pocas especies. Es falso que florezca dos veces por año. La floración ocurre una sola vez, siempre en primavera. En el hemisferio norte, la floración puede iniciar desde febrero, dependiendo de la localidad específica y el microclima en que se encuentren los árboles, mientras que en el hemisferio sur el periodo típico de floración es alrededor de septiembre. Producen inflorescencias racimosas de flores de color azul violáceo y forma tubular en algunas especies, como la famosa Jacaranda mimosifolia, pero varía su color, hacia el rosado en algunas, y al blanco en unas pocas. Las flores, de un color azul violáceo, permanecen largamente en el árbol. El fruto es una cápsula plana y leñosa, con dehiscencia circuncisa, de unos 5 a 7 cm de diámetro, con semillas aladas.

## Madera
- Su madera gratamente aromática es muy apreciada en ebanistería y carpintería, en especial para realizar laminados. A algunas de estas variedades se las denomina impropiamente palo rosa aunque tal nombre corresponde más exactamente al peroba. Lo mismo ocurre con la denominación palo santo que corresponde con más precisión al guayacán.

- Por su aspecto, los jacarandás son interesantes en jardinería. El jacarandá más típico es el Jacaranda mimosifolia, árbol caducifolio de gran porte con frondosa copa que se cultiva ornamentalmente en plazas, parques y jardines del mundo entero en climas cálidos o templados. Otra especie cultivada extensamente es la copaya (Jacaranda copaia), cuya madera es importante para la construcción, debido a la longitud de su tronco.

- La decocción de las hojas del jacarandá tiene uso medicinal, como antiséptico y antibacteriano. La corteza es astringente, aunque no en dosis que admitan su uso industrial.

- Tanto la flor como el árbol son el símbolo más representativo del estado mexicano de Aguascalientes.[3]

## Taxonomía
El género fue descrito por Antoine Laurent de Jussieu y publicado en Genera Plantarum, p. 138, 1789. La especie tipo es: Jacaranda caerulea (L.) J.St.-Hil., 1805; descrito originalmente por Carlos Linneo como Bignonia caerulea y publicado en Species Plantarum, vol. 2, p. 625, 1753 .

## Etimología
- Jacarandá: nombre genérico que deriva de la voz guaraní: hyakuã, que tiene perfume o huele bien y renda, lugar, sitio, o sea "fragante".[5]

## Especies aceptadas

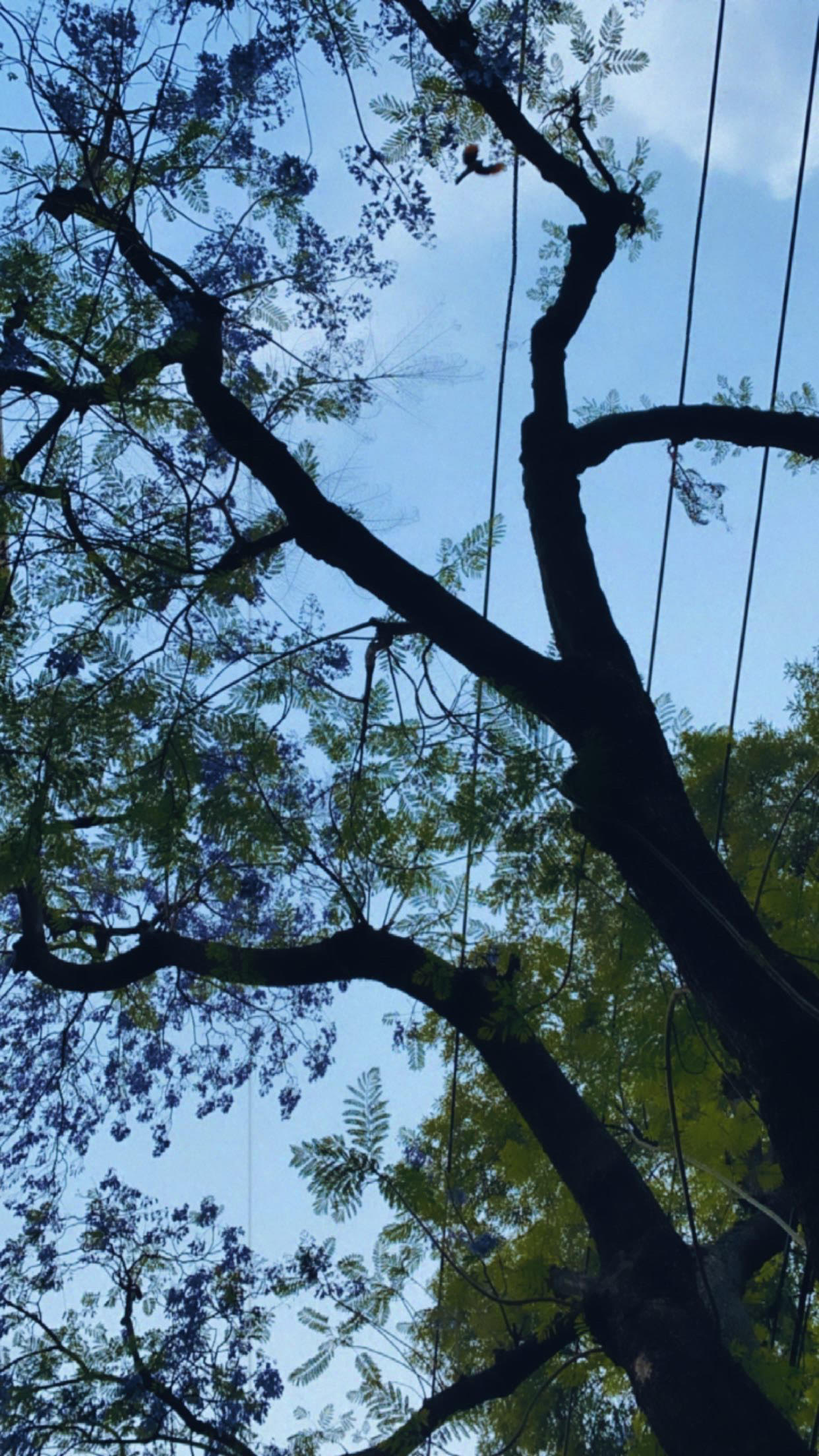
Árbol Jacarandá, Ciudad de México.

Según el número de tecas (1 o 2) de las anteras, las especies de jacarandá pueden ser Monolobos y Dilobos. Las primeras la integran 18 especies y se localizan en el Caribe, México, Centroamérica y el oeste de Sudamérica incluyendo al jacaranda mimosifolia. En cambio las segundas, consideradas más primitivas, la integran 31 especies, ubicadas en Brasil. La estructura celular de la madera de las Monolobos es distinta de la de las Dilobos, y es otro de los caracteres que diferencian las 2 secciones. Estas diferencias entre los 2 grupos son inaprensibles directamente y esto impide distinguir las secciones de manera sencilla.
| Sect. Dilobos (2 tecas) - Jacaranda bracteata Bureau & K.Schum. - Jacaranda bullata A.H.Gentry - Jacaranda campinae A.H.Gentry & Morawetz - Jacaranda carajasensis A.Gentry - Jacaranda caroba (Vell.) DC. - Jacaranda crassifolia Morawetz - Jacaranda duckei Vattimo - Jacaranda egleri Sandwith - Jacaranda glabra (DC.) Bureau & K.Schum. - Jacaranda grandifoliolata A.H.Gentry - Jacaranda intricata A.Gentry & Morawetz - Jacaranda irwinii A.Gentry - Jacaranda jasminoides (Thunb.) Sandw. - Jacaranda macrantha Cham. - Jacaranda macrocarpa Bureau & K.Schum. - Jacaranda microcalyx A.H.Gentry - Jacaranda micrantha Cham. - Jacaranda montana Morawetz - Jacaranda morii A.Gentry - Jacaranda mutabilis Hassl. - Jacaranda obovata Cham. - Jacaranda paucifoliata Mart. ex DC. - Jacaranda puberula Cham. - Jacaranda pulcherrima Morawetz - Jacaranda racemosa Cham. - Jacaranda rufa Silva Manso - Jacaranda rugosa A.H.Gentry - Jacaranda simplicifolia K.Schum. - Jacaranda subalpina Morawetz - Jacaranda ulei Bureau & K.Schum. | Sect. Monolobos (1 teca) - Jacaranda acutifolia Bonpl. - Jacaranda alagoensis Vattimo - Jacaranda alba Spreng. - Jacaranda arborea Urb. - Jacaranda arrabidae Steud. - Jacaranda brasiliana (Lam.) Pers. - Jacaranda caerulea (L.) J.St.-Hil.: abey en Venezuela y las Antillas; abey macho en República Dominicana y Cuba; roble de Guayaquil - Jacaranda caucana Pittier - Jacaranda copaia (Aubl.) D.Don - Jacaranda cowellii Britton & P.Wilson - Jacaranda cuspidifolia Mart. ex DC. - Jacaranda decurrens Cham. - Jacaranda ekmanii Alain - Jacaranda hesperia Dugand - Jacaranda mimosifolia D.Don - Jacaranda obtusifolia Humboldt & Bonpl.: árbol de roseta - Jacaranda orinocensis Sandwith - Jacaranda paucifoliata Mart. ex DC. - Jacaranda poitaei Urb. - Jacaranda praetermissa Sandwith - Jacaranda selleana Urb. - Jacaranda sparrei A.H.Gentry |  |

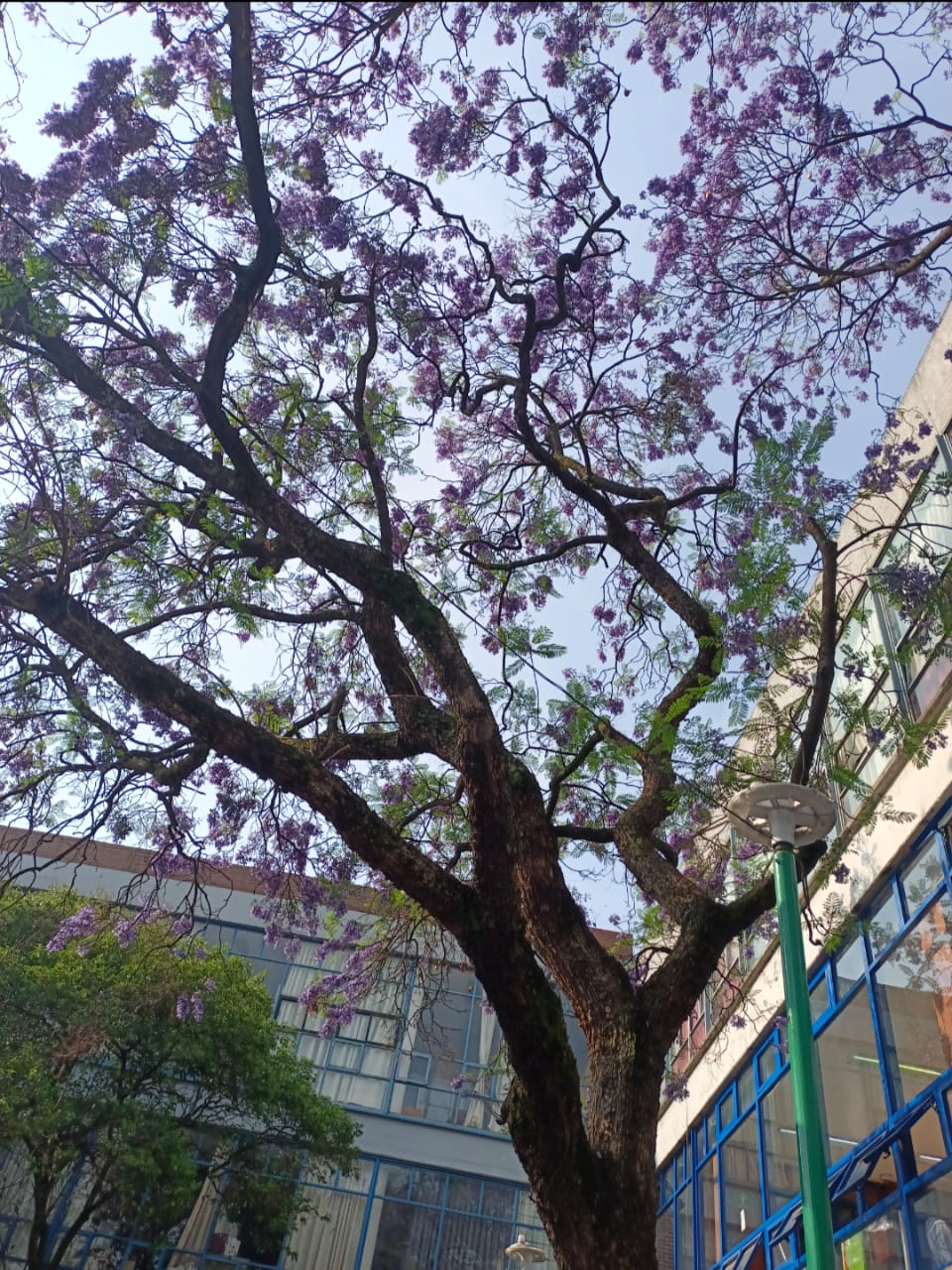
Jacaranda en la FFyL, UNAM.

## Nombres vernáculos
Es conocido en el Paraguay como caroba o ka'í jepopeté, que en idioma guaraní significa algo como "aplauso de mono", por sus frutos en forma de castañuelas.